# Maria Anna von Österreich (1738–1789)

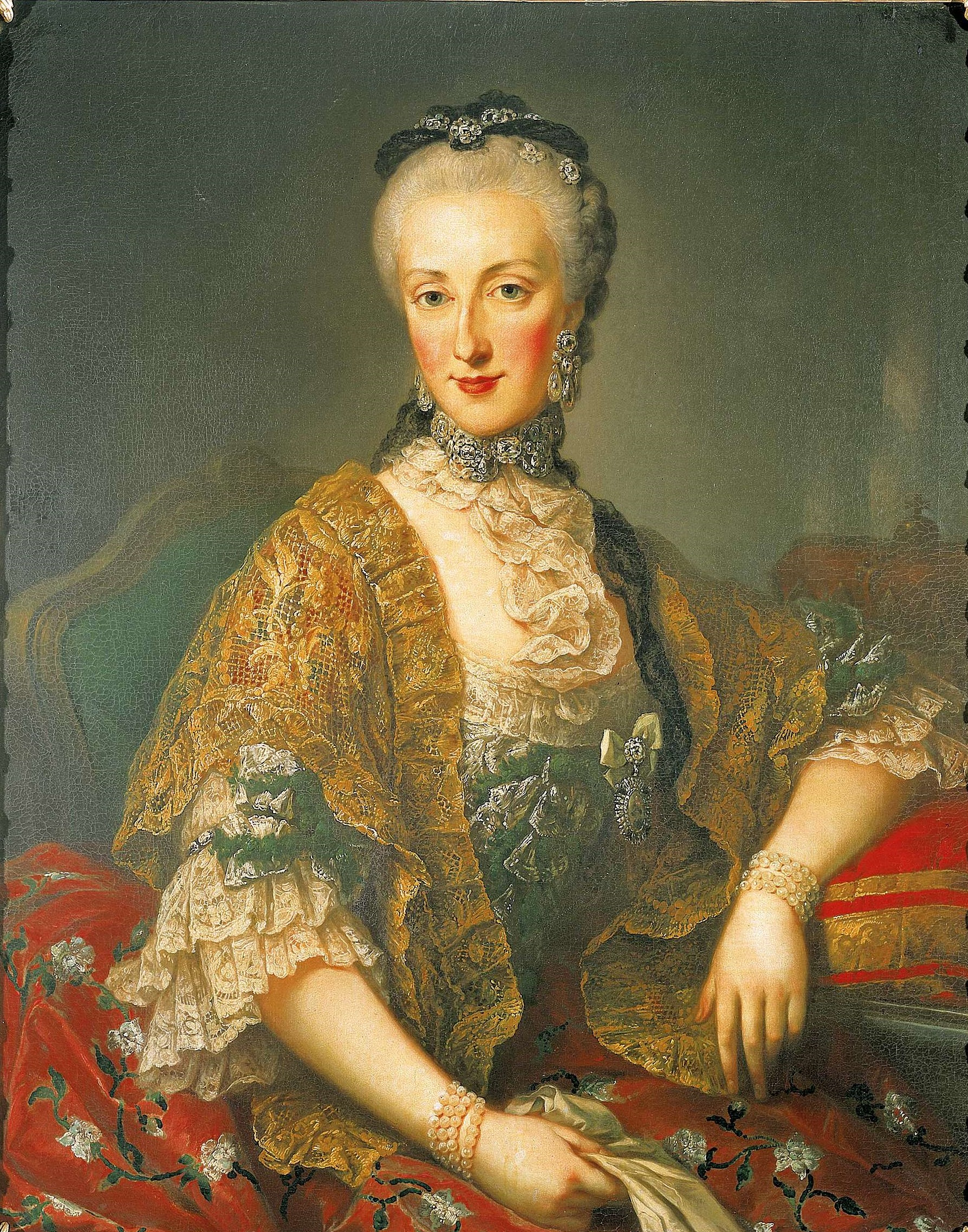
Maria Anna von Österreich

Erzherzogin Maria Anna Josepha Antonia von Österreich aus dem Haus Habsburg-Lothringen (* 6. Oktober 1738 in Wien; † 19. November 1789 in Klagenfurt) war die zweite Tochter von Kaiser Franz I. und Kaiserin Maria Theresia. Sie wurde im Jahr 1766 Äbtissin in dem von Maria Theresia in Prag gegründeten Damenstift, dem Maria Anna bis zu ihrem Tode vorstand. Sie lebte fast ausschließlich in Klagenfurt in dem von ihr erbauten Palais, dem heutigen Bischöflichen Palais.

## Leben

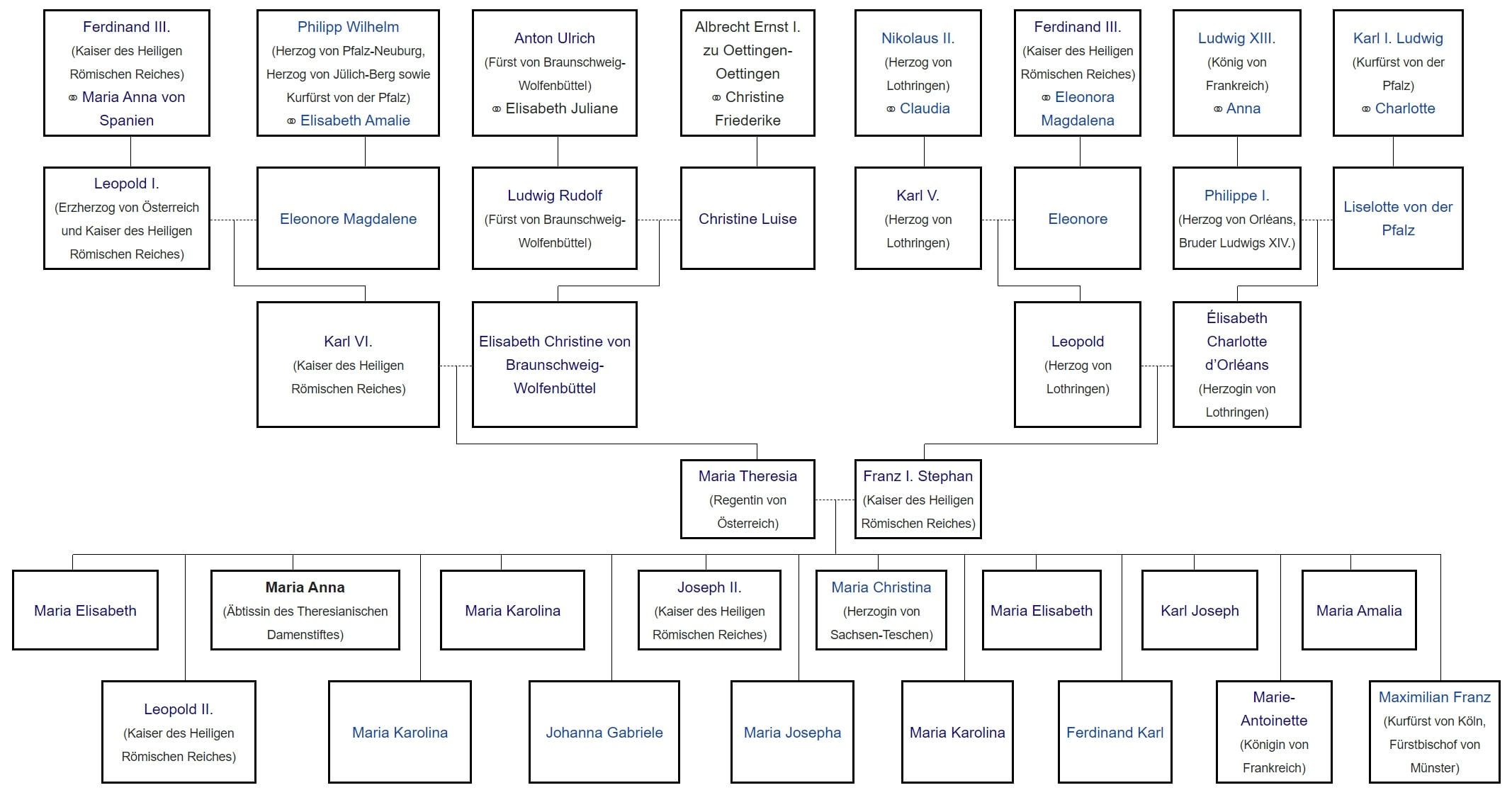
Stammbaum von Maria Anna

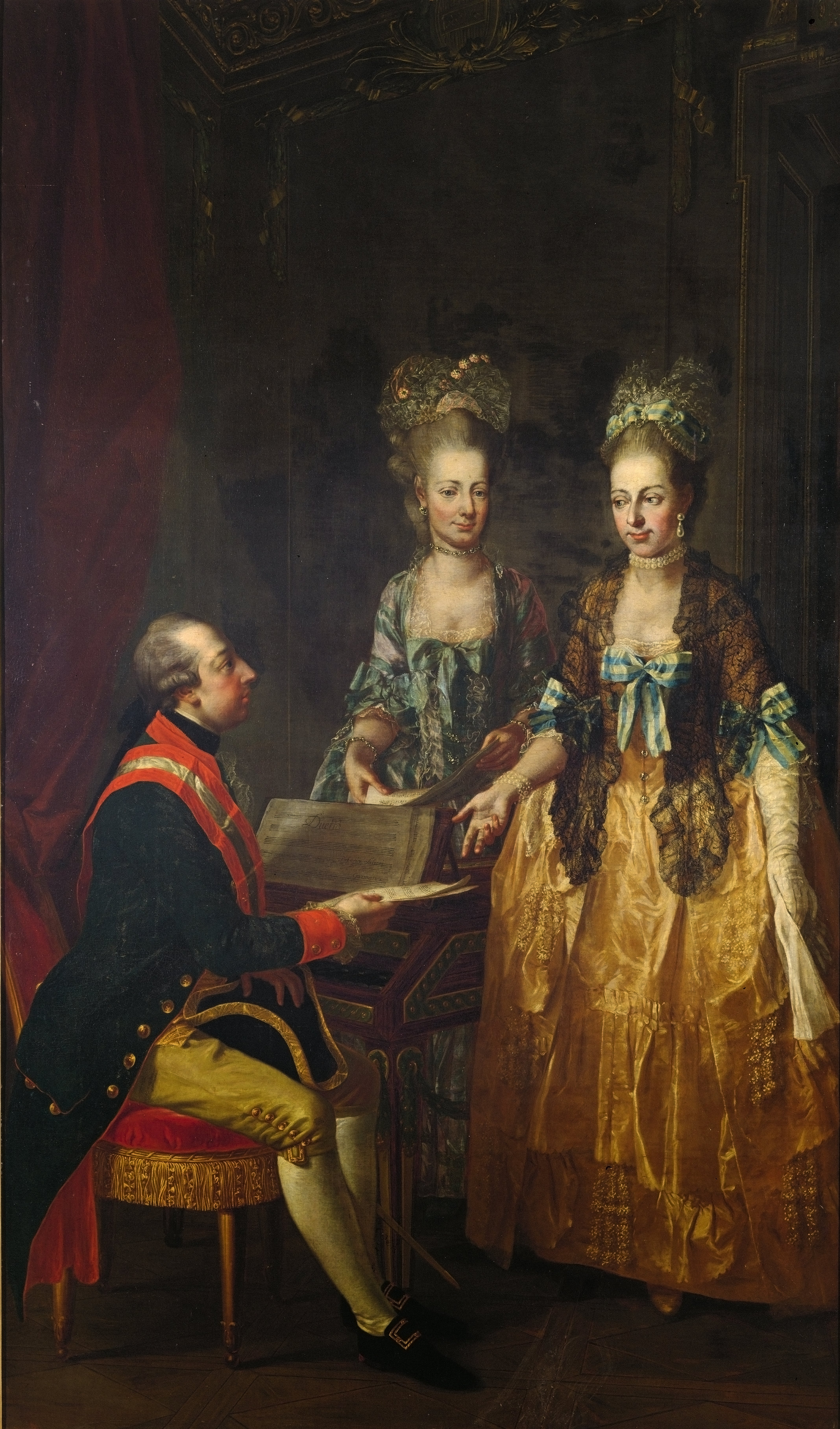
Josef Hauzinger: Der spätere Kaiser Joseph II. am Piano mit seinen Schwestern Maria Anna und Maria Elisabeth, Kunsthistorisches Museum Wien

Erzherzogin Maria Anna, auch Marianna genannt, war die zweite Tochter von Maria Theresia und Franz Stephan von Lothringen. Ihre Mutter überließ ihre Ausbildung, wie an damaligen Fürstenhöfen üblich, Erzieherinnen. Maria Annas musische Begabung wurde sehr gefördert, nicht jedoch ihre geisteswissenschaftlichen Talente. Maria Anna war das Kind, welches von Maria Theresia am wenigsten beachtet und geliebt wurde – Hauptperson war der Thronfolger Joseph, und auch hinter ihren Schwestern Maria Elisabeth und Marie Christine musste sie zurückstehen. Maria Elisabeth galt als die schönste der Töchter, und Marie Christine war das Lieblingskind ihrer Mutter.
Maria Anna hatte eine schwache Gesundheit, die durch die zugigen, kalten Räume der Hofburg noch verschlechtert wurde. 1757 erkrankte Maria Anna an einer Lungenentzündung, die so schwer war, dass sie die Sterbesakramente bekam. Sie wurde zwar wieder gesund, litt aber unter ständiger Atemnot und einer Verwachsung der Wirbelsäule. Seit dieser Zeit entwickelte sich eine enge Beziehung zu ihrem Vater. Sie teilte mit ihm seine naturwissenschaftlichen Interessen.
Im Juli 1765 reiste die Familie zur Hochzeit des zweitältesten Sohnes Leopold nach Innsbruck. Dabei machten sie Halt in Klagenfurt. Marianna besuchte das kleine Kloster der Elisabethinen. Die Begegnung mit den Schwestern sollte ihr weiteres Leben nachhaltig bestimmen. Biographin Thea Leitner erklärt Maria Annas Begeisterung für das klösterliche Leben damit, dass die Nonnen keinen Wert auf Äußerlichkeiten legten und Maria Anna keinen Spott wegen ihres Buckels befürchten musste. Am 18. August 1765 starb ihr Vater und sie zog sich vom Hofleben zurück.
Da Maria Theresia für Maria Anna keinen Heiratskandidaten fand, übertrug sie ihr 1766 die Leitung des adligen Damenstifts von Prag. Diese Stellung trat Maria Anna zwar nie an, aber ein Einkommen von 20.000 Gulden sicherte ihren Lebensunterhalt. Neben naturwissenschaftlichen Studien betätigte sie sich als Genremalerin und Kupferstecherin. 1767 wurde sie Mitglied der Kaiserlichen Kupferstecher-Akademie in Wien;Im Jahr  1769 wurde sie Mitglied der Akademie der Künste in Florenz. Gegen den Widerstand ihrer Mutter entschied sie sich, ihren Wohnsitz nach Klagenfurt zu verlegen. Folglich baute Nikolaus Pacassi in unmittelbarer Nähe des Klosters eine Residenz, deren Bau im Jahr 1771 abgeschlossen war.
An die Äbtissin des Klosters schrieb sie:
„Gott hat mir die Gnade gegeben, die Welt und ihre Eitelkeit zu erkennen, und dadurch mir die Stärke erteilt, mein Leben nicht als Klosterfrau, doch in der Einsamkeit und im Dienste der Nächsten zu schließen. Ich habe dazu Klagenfurt ausgewählt, und zwar Sie und ihre frommen Schwestern, hoffend, dass mein unvollkommener Wert durch Ihre guten Beispiele angeeifert, meine Seligkeit mir gewiss versichert wird.“

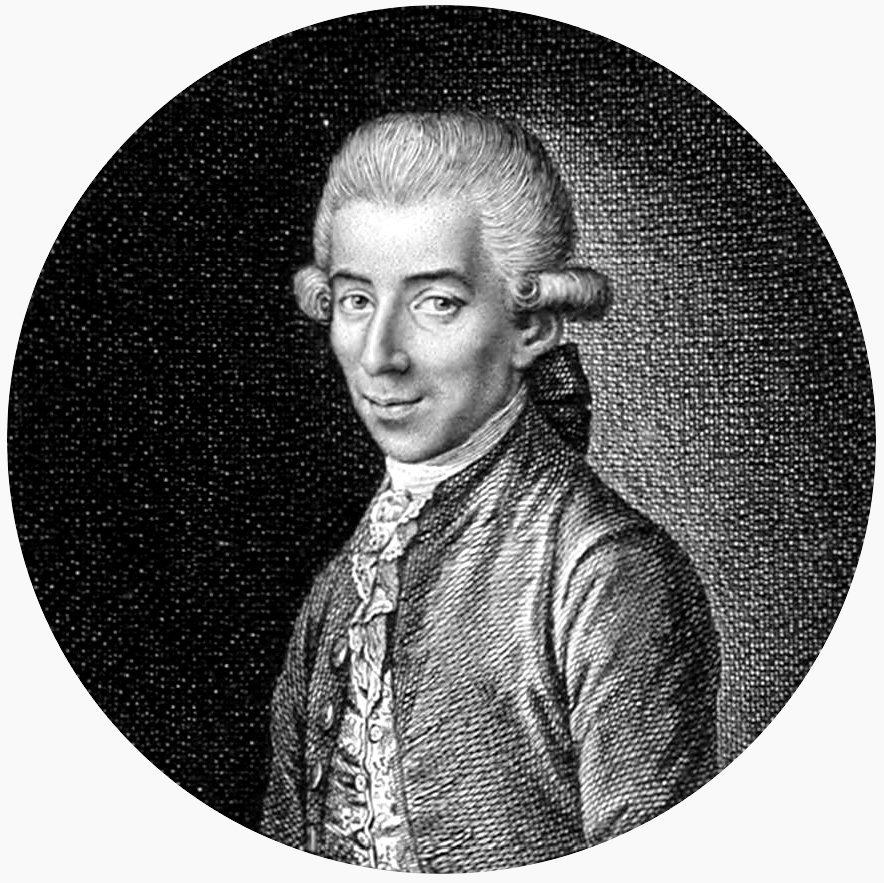
Ignaz von Born

Während der Zeit bis zu ihrer Übersiedlung widmete sich Maria Anna der umfangreichen Sammlung ihres Vaters – aus der  später das Naturhistorische Museum hervorging – und baute eine eigene Mineralien- und Insektensammlung auf. Ihr Mentor war Ignaz von Born. Sie vervollständigte die väterliche Münzsammlung und verfasste ein Fachbuch über die während Maria Theresias Regierungszeit herausgegebenen Gedenkmünzen.
Ihre Aquarelle und Zeichnungen wurden in der Fachwelt gerühmt. Maria Anna war Ehrenmitglied der Akademie der bildenden Künste Wien und gewähltes Mitglied der Akademie der Künste in Florenz.

Äbtissin Xaveria Gasser

Am 29. November 1780 starb Maria Theresia; vier Monate später übersiedelte die Erzherzogin Maria Anna nach Klagenfurt. Mit Xaveria Gasser, der Äbtissin des Klosters verband sie bald eine tiefe Freundschaft. Dank der großzügigen finanziellen Unterstützung der Erzherzogin konnte das Klosterspital bald erweitert werden. Ihr Leibarzt betreute auch die Patientinnen des Spitals. Auch in der Gemeinde Klagenfurt leistete sie wertvolle Hilfe bei der Wohlfahrtspflege.
Zu ihrem Freundeskreis zählten Nonnen, Künstler, Wissenschaftler, Adlige, darunter auch der Kärntner Eisenindustrielle Maximilian Thaddäus von Egger. Einige von ihnen waren Mitglieder von Freimaurerlogen. Im Jahre 1783 wurde die Klagenfurter Freimaurerloge „Zur wohltätigen Marianna“ gegründet. Maria Anna widmete sich auch in Klagenfurt ihren naturwissenschaftlichen Interessen. Sie entdeckte ihre Liebe zur Archäologie. Für Ausgrabungsarbeiten bei Virunum auf dem Zollfeld spendete sie 30.000 Gulden und nahm auch selbst an den Ausgrabungen teil.

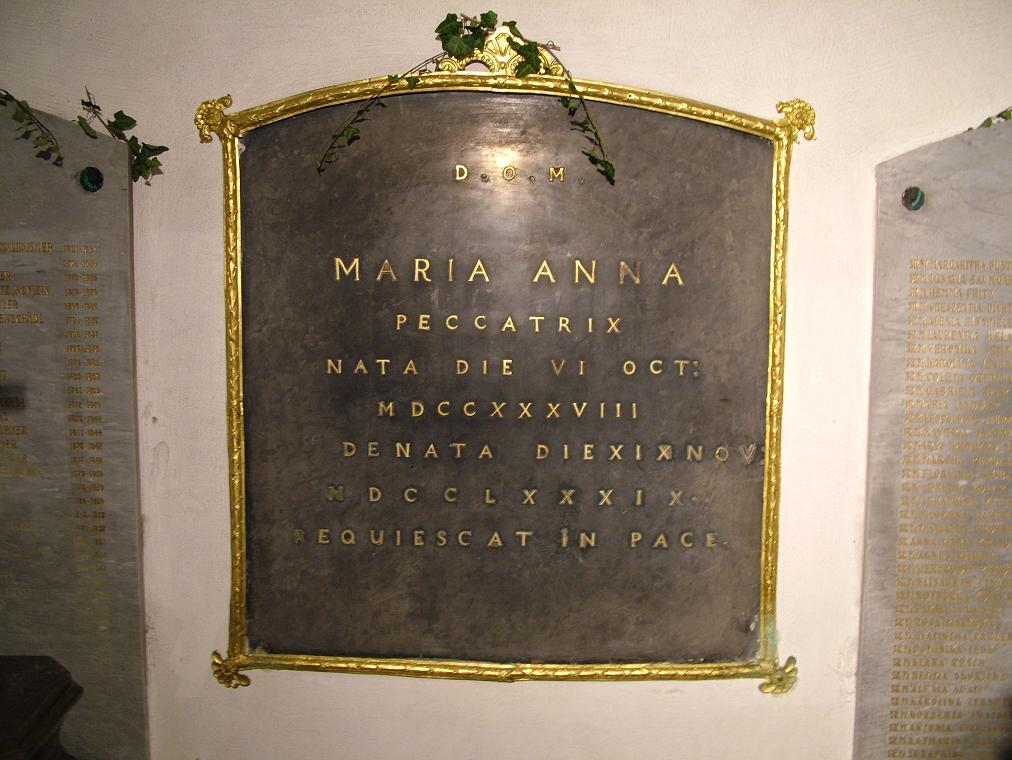
Grab der Erzherzogin Maria Anna in Klagenfurt

Seit dem Winter 1788 verschlechterte sich ihr gesundheitlicher Zustand immer mehr. Ihre Atemnot wurde schlimmer und sie konnte sich fast nur noch im Rollstuhl fortbewegen.
Sie starb 1789 im Beisein ihrer engsten Freunde.
„Es ist wohl ein gutes Land, ich hab es immer lieb gehabt. Es sind gute Menschen, mit denen ich vergnügt lebte und die ich hart verlasse.“ 
Maria Anna vererbte dem Kloster der Elisabethinnen ihren gesamten Privatbesitz in Höhe von mehr als 150.000 Gulden. Ihr Bruder, Kaiser Joseph II., erließ dem Kloster die Erbschaftsteuer. In ihrem Palais befindet sich heute die Fürstbischöfliche Residenz, in der Mariannengasse.

## Vorfahren
| Ahnentafel Maria Anna von Österreich | Ahnentafel Maria Anna von Österreich                                                                       | Ahnentafel Maria Anna von Österreich                                                                       | Ahnentafel Maria Anna von Österreich                                                                       | Ahnentafel Maria Anna von Österreich                                                                       | Ahnentafel Maria Anna von Österreich                                                             | Ahnentafel Maria Anna von Österreich                                                             | Ahnentafel Maria Anna von Österreich                                                                                   | Ahnentafel Maria Anna von Österreich                                                                            |
| ------------------------------------ | --- | --- | --- | --- | ------------------------------------------------------------------------------------------------ | ------------------------------------------------------------------------------------------------ | --- | --- |
| Ururgroßeltern                       | Nikolaus Franz von Vaudémont (1609–1670) ⚭ 1634 Claudia von Lothringen (1612–1648)                         | Kaiser Ferdinand III. (1608–1657) ⚭ 1651 Eleonora von Mantua (1630–1686)                                   | König Ludwig XIII. (1601–1643) ⚭ 1615 Anna von Österreich (1601–1666)                                      | Kurfürst Karl I. Ludwig (1617–1680) ⚭ 1650 Charlotte von Hessen-Kassel (1627–1686)                         | Kaiser Ferdinand III. (1608–1657) ⚭ 1631 Maria Anna von Spanien (1606–1646)                      | Kurfürst Philipp Wilhelm (1615–1690) ⚭ 1653 Elisabeth Amalie von Hessen-Darmstadt (1635–1709)    | Fürst Anton Ulrich von Braunschweig-Wolfenbüttel (1633–1714) ⚭ 1656 Elisabeth Juliane von Holstein-Norburg (1634–1704) | Albrecht Ernst I. zu Oettingen (1642–1683) Christine Friederike von Württemberg (1644–1674)                     |
| Urgroßeltern                         | Herzog Karl V. Leopold (1643–1690) ⚭ 1678 Eleonore von Österreich (1653–1697)                              | Herzog Karl V. Leopold (1643–1690) ⚭ 1678 Eleonore von Österreich (1653–1697)                              | Philipp I. von Bourbon (1640–1701) ⚭ 1671 Elisabeth von der Pfalz (1652–1722)                              | Philipp I. von Bourbon (1640–1701) ⚭ 1671 Elisabeth von der Pfalz (1652–1722)                              | Kaiser Leopold I. (1640–1705) ⚭ 1676 Eleonore Magdalene von der Pfalz (1655–1720)                | Kaiser Leopold I. (1640–1705) ⚭ 1676 Eleonore Magdalene von der Pfalz (1655–1720)                | Herzog Ludwig Rudolf von Braunschweig-Wolfenbüttel (1671–1735) ⚭ 1690 Christine Luise von Oettingen (1671–1747)        | Herzog Ludwig Rudolf von Braunschweig-Wolfenbüttel (1671–1735) ⚭ 1690 Christine Luise von Oettingen (1671–1747) |
| Großeltern                           | Herzog Leopold Joseph von Lothringen (1679–1729) ⚭ 1698 Élisabeth Charlotte de Bourbon-Orléans (1676–1744) | Herzog Leopold Joseph von Lothringen (1679–1729) ⚭ 1698 Élisabeth Charlotte de Bourbon-Orléans (1676–1744) | Herzog Leopold Joseph von Lothringen (1679–1729) ⚭ 1698 Élisabeth Charlotte de Bourbon-Orléans (1676–1744) | Herzog Leopold Joseph von Lothringen (1679–1729) ⚭ 1698 Élisabeth Charlotte de Bourbon-Orléans (1676–1744) | Kaiser Karl VI. (1685–1740) ⚭ 1708 Elisabeth Christine von Braunschweig-Wolfenbüttel (1691–1750) | Kaiser Karl VI. (1685–1740) ⚭ 1708 Elisabeth Christine von Braunschweig-Wolfenbüttel (1691–1750) | Kaiser Karl VI. (1685–1740) ⚭ 1708 Elisabeth Christine von Braunschweig-Wolfenbüttel (1691–1750)                       | Kaiser Karl VI. (1685–1740) ⚭ 1708 Elisabeth Christine von Braunschweig-Wolfenbüttel (1691–1750)                |
| Eltern                               | Kaiser Franz I. Stephan (1708–1765) ⚭ 1736 Maria Theresia (1717–1780)                                      | Kaiser Franz I. Stephan (1708–1765) ⚭ 1736 Maria Theresia (1717–1780)                                      | Kaiser Franz I. Stephan (1708–1765) ⚭ 1736 Maria Theresia (1717–1780)                                      | Kaiser Franz I. Stephan (1708–1765) ⚭ 1736 Maria Theresia (1717–1780)                                      | Kaiser Franz I. Stephan (1708–1765) ⚭ 1736 Maria Theresia (1717–1780)                            | Kaiser Franz I. Stephan (1708–1765) ⚭ 1736 Maria Theresia (1717–1780)                            | Kaiser Franz I. Stephan (1708–1765) ⚭ 1736 Maria Theresia (1717–1780)                                                  | Kaiser Franz I. Stephan (1708–1765) ⚭ 1736 Maria Theresia (1717–1780)                                           |
| Maria Anna von Österreich            | | | | |                                                                                                  |                                                                                                  | | |